# Elkanah Onkware Angwenyi
Elkanah Onkware Angwenyi, född den 5 februari 1983 i Nyamira, är en kenyansk friidrottare som tävlar i medeldistanslöpning.
Angwenyi var under 2006 en av de stora stjärnorna på 1 500 meter. Han blev bronsmedaljör vid inomhus-VM i Moskva på tiden 3.42,92. Utomhus samma år slutade han åtta vid afrikanska mästerskapen och avslutade året med att bli åtta vid IAAF World Athletics Final 2006.

## Personliga rekord
- 1 500 meter - 3.31,97